# مجموعة دراسة العراق
مجموعة دراسة العراق أو (ISG) ، كانت لجنة مكونة من عشرة أشخاص من الحزبين الأمريكيين الجمهوري والديمقراطي عُينت في 15 مارس، 2006، من قِبل الكونغرس في الولايات المتحدة ، التي كانت مكلفة بتقييم الوضع في العراق والحرب على العراق التي تقودها الولايات المتحدة وتقديم توصيات السياسة العامة. وأُقترحت الفكرة في البداية من قبل الممثل للحزب الجمهوري فرانك وولف. مجموعة دراسة العراق دُعِمت من قِبل معهد السلام الأمريكي، والذي صدر تقرير مجموعة دراسة العراق النهائية على موقعه على الانترنت يوم 6 ديسمبر 2006.

## الأعضاء

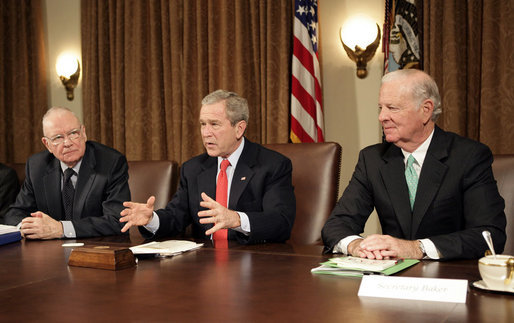
لي هاملتون (يسار) وجيمس بيكر (يمين) يقدمون تقرير مجموعة دراسة العراق إلى جورج دبليو بوش في ديسمبر 6, 2006.

ترأس المجموعة من قبل الرئيسين المشاركين جيمس بيكر، وزير الخارجية السابق (الجمهوري)، ولي هاملتون، وهو الممثل السابق عن الحزب الديمقراطي الاميركي.

### الجمهوريون
بالإضافة إلى بيكر، كان أعضاء الفريق الجمهوري:
- ساندرا داي اوكونور، قاضية المحكمة العليا السابقة
- لورنس ايغلبرغر، وزير الخارجية السابق
- إدوين ميس الثالث، وزير العدل الأميركي الأسبق
- آلان سمبسون، السناتور السابق من وايومنغ

### الديمقراطيون
بالإضافة إلى هاميلتون، كان أعضاء الفريق الديمقراطي:
- فيرنون جوردان جونيور، الأعمال التنفيذية
- ليون بانيتا، الرئيس السابق لموظفي البيت الأبيض
- وليام بيري، وزير الخارجية الامريكى الاسبق ووزير الدفاع
- تشارلز روب، المحافظ السابق وعضو مجلس الشيوخ الامريكى عن ولاية فرجينيا

### أعضاء سابقين
استقال اثنان من أعضاء الفريق الأصلي (على حد سواء الجمهوريين) قبل إطلاق التقرير الختامي للفريق:
- رودي جولياني، العمدة السابق لمدينة نيويورك، وقد حل محله ادوين ميسي.[4]
- روبرت غيتس، وزير الدفاع الأمريكي السابق والمدير السابق لوكالة المخابرات المركزية، من اللجنة بعد أن تم ترشيحه لوزير الدفاع في 8 تشرين الثاني. وقد حل محله لورانس ايغلبرغر.[5]

## التمويل والدعم
مما سهل عمل الفريق هو المساعدة من قبل المعهد الأمريكي للسلام وبدعم من مركز الدراسات الإستراتيجية والدولية (CSIS)، ومركز دراسات الرئاسة (CSP)، ومعهد جيمس بيكر الثالث للسياسة العامة. كان من المتوقع أن يحصل على الاعتمادات 1.3 مليون دولار أمريكي من الكونجرس.

## الأنشطة

### المحلية
التقت مجموعة دراسة العراق أعضاء فريق الأمن القومي الأميركي، جنبا إلى جنب مع الرئيس بوش، في 13 نوفمبر.
قبل هذا الإعلان أفيد أن بيكر كان على اتصال منتظم مع البيت الأبيض، خصوصا مع مستشار الأمن القومي ستيفن هادلي والرئيس بوش.

### الدولية
في 11 تشرين الثاني 2006، تم الإعلان أن رئيس وزراء المملكة المتحدة البريطاني توني بلير، الذي دعم الرئيس بوش في حرب العراق، كان قام بتقديم الأدلة للجنة بيكر. وقال متحدث باسم داونينغ ستريت ان بلير من شأنه أن يعطي رسائله عبر دائرة تلفزيونية مغلقة يوم 14 نوفمبر. وكان يعتقد في ذلك الوقت ان رئيس وزراء المملكة المتحدة ستحدد أفكاره بشأن العراق في خطاب رئيسي عن السياسة الخارجية يوم الاثنين، 13 تشرين الثاني.

## الجدال الداخلي
وفقا لتقرير في اواخر نوفمبر تشرين الثاني 2006 في صحيفة نيوزداي، الصراع الداخلي، اغتيال أحد الوزراء في لبنان، والمعارضة من الرئيس بوش إلى مجموعة التوصية للمفاوضات مع إيران وسوريا كان يتحدى نية اللجنة إلى إصدار تقرير الآراء. وقال الخبير في شؤون العراق للصحيفة «لقد كان هناك الكثير من القتال» بين خبراء استشاريين للمجموعة، وخاصة بين المحافظين والليبراليين.

## التوصيات
على الرغم من عدم صدور التقرير النهائي حتى 6 ديسمبر 2006، تقارير وسائل الاعلام قبل ذلك التاريخ وصفت بعض التوصيات الممكنة من خلال اللجنة. وكان من بينهم بداية لانسحاب تدريجي للقوات الأمريكية المقاتلة من العراق وحوار الولايات المتحدة مباشرة مع سوريا وإيران حول العراق والشرق الأوسط. مجموعة دراسة العراق وجدت أيضا أن وزارة الدفاع والإبلاغ عنها بشكل ملحوظ على مدى العنف في العراق وان المسؤولين حصلوا على القليل من المعلومات حول مصدر هذه الهجمات. المجموعة وصفت كذلك الوضع في أفغانستان بالكارثية، بحيث قد تحتاج إلى تحويل القوات من العراق من أجل المساعدة على تحقيق الاستقرار في البلاد. بعد أن بدأت هذه التقارير تطفو على السطح، حذر الرئيس المشارك جيمس بيكر أنه لا ينبغي للفريق ان يتوقع ان يسفر عن «حل سحري» لتسوية النزاع العراقي.
وفقا لتقرير في أواخر تشرين الثاني، كانت مجموعة دراسة العراق «حثت بقوة» في سحب ظهر كبير للقوات الأميركية في العراق. التقرير النهائي الصادر في 6 كانون الأول 2006 شملت 79 توصية، وكانت 160 صفحة في الطول.
بحلول مارس 2007، كان قد تم تحميل تقرير مجموعة الدراسة أكثر من 1.5 مليون مرة، وفقا لمعهد السلام الأمريكي الموقع.التقرير متاح بسهولة للقراءة المباشرة. بعض النتائج (من كثير) ما يلي: استقرار التقييم بأنها «بعيدة المنال» والوضع «متدهور»، التي يجب أن تشمل جميع الدول المجاورة للعراق (بما في ذلك إيران وسوريا) في محاولة دبلوماسية خارجية لتحقيق الاستقرار في العراق، أن الالتزامات في جميع أنحاء العالم تحد من الولايات المتحدة قوة كبيرة من القوات المتزايدة في العراق، واهتمام الولايات المتحدة على العراق حولت الموارد بعيدا عن أفغانستان (وهو خلل يقول التقرير ان الولايات المتحدة يجب أن يستعيد لمنع حركة طالبان وعودة القاعدة). هناك الكثير من التوصيات.
بين هؤلاء، كانت واحدا من التوصيات الهامة وهي اقتراح أن يكون هناك زيادة كبيرة في نقل السلطة إلى النخبة الحاكمة الجديدة في العراق. هذا، وفقا لتوبي دودج، وأوصى «أملا في أن يتمكنوا من تحقيق النجاح حين ان حكومة الولايات المتحدة وهكتار العسكرية فشلت حتى الآن» وعلى فكرة أنه سيؤدي بدوره إلى تمكين انسحاب وشيك أكثر من بعض القوات الأمريكية من العراق (كما ذكر)، مع واحد من تأثير خفض عدد الجنود الأمريكيين الذين يتعرضون للقتل أو الجرح.

## وجهات النظر حول التقرير
في مؤتمر صحفي مع رئيس الوزراء البريطاني توني بلير في واشنطن في 6 ديسمبر، 2006 علق الرئيس الأمريكي جورج بوش على تقرير مجموعة دراسة العراق واعترف لأول مرة أن هناك حاجة إلى «مقاربة جديدة» في العراق، ان الوضع في العراق هو «سيئ» وان المهمة التي تنتظرنا كانت «شاقة». وقال الرئيس بوش انه لن يقبل كل توصية من لجنة دراسة العراق لكنه وعد بأنه سوف يأخذ التقرير على محمل الجد. انتظر الرئيس بوش لمدة ثلاث دراسات أخرى من وزارة الدفاع، وزارة الخارجية الأميركية ومجلس الأمن القومي قبل رسم مسار جديد في العراق. في السياسة الخارجية الاميركية، وحذر الرئيس الأمريكي جورج بوش انه تحدث فقط إلى إيران إذا علقت تخصيب اليورانيوم وتقديم سوريا على متن الطائرة إذا توقف عن تمويل المعارضة في لبنان، ويمتد الدعم للحكومة اللبنانية من رئيس الوزراء فؤاد السنيورة، ويقدم مساعدة اقتصادية للعراق.
فريدريك كاغان، الباحث في معهد اميركان انتربرايز (AEI) جنبا إلى جنب مع الجنرال جاك كين في الجيش الأميركي (متقاعد) فكرة لزيادة عدد القوات في العراق في حدث 14 ديسمبر 2006 في معهد أمريكان انتربرايز ومرة أخرى في حدث 5 يناير 2007 حضره أعضاء مجلس الشيوخ جون ماكين وجوزف ليبرمان. تقرير «اختيار النصر: خطة للنجاح في العراق» صدر في المؤتمر الأخير. في حين أن تقرير مجموعة دراسة العراق كان ظاهريا هي القوة الدافعة للتغيير السياسة في العراق، الخطوط العريضة لتقرير AEI السياسة الفعلية التي اتخذتها إدارة الرئيس جورج بوش.
ولاحظت انطونيا جوهاز تركيز هذه الدراسة على النفط العراقي في فصل الافتتاح والتوصية 63 وخلص إلى أن مجموعة دراسة العراق مددت الحرب على العراق حتى شركات النفط الأميركية قد ضمنت الحصول القانونية لجميع حقول النفط العراقية. ودعا الرئيس العراقي جلال الطالباني نتائج المجموعة «بالخطيرة جدا» على سيادة العراق والدستور.وقال الطالباني «ككل، أنا أرفض هذا التقرير،».
المجموعة الدولية لمعالجة الأزمات، الذي أنتج التقرير الخاصة بها على النتائج التي توصلت إليها مجموعة دراسة العراق والوضع في العراق على نطاق أوسع في أعقاب تقرير بيكر، قالت أن الدراسة تمثل تحولا متأخراً وضرورية في تفكير النخبة السياسية الأميركية حول السياسة الأمريكية في العراق. على هذا النحو، واقترحت عليهم أن يتم الترحيب به. التقرير اعتراف واضح بالعديد من الإخفاقات للغزو الذي قادته الولايات المتحدة، ولا سيما من حيث الأمن، وتوصيتها لنهج تغيير السياسة الخارجية الأميركية في الشرق الأوسط عموما، كما تلقت دعما من قطاعات كبيرة من المجتمع الأكاديمي في الولايات المتحدة الذي كان قد نما على نحو متزايد أكثر أهمية من طبيعة التدخل الأميركي في العراق (ولو من وجهات نظر مختلفة) كما هو الوضع في البلاد على ما يبدو تدهورا.
وجاء الدعم من المجموعة الدولية لمعالجة الأزمات (ICG)، على وجه الخصوص، بالنسبة لمعظم توصيات لجنة دراسة العراق الكبرى المذكورة أعلاه، وأيضا لاستنتاجاته كذلك أن إعادة الارتباط مع الصراع الإسرائيلي الفلسطيني، وهو «إعادة» من السابق وكان أعضاء في حزب البعث السابقين، وبذل الجهود للسماح لعملية سياسية أكثر شمولا في العراق، كل الخطوات اللازمة من أجل التصدي لمشاكل البلاد - والمنطقة. مع ذلك، كانت مؤهلة للإشادة من مجموعة الأزمات الدولية. قال تقرير لها إلى أن الدراسة فاشلة لعدم مطابقة نتائجها مع مقترحات جذرية بما فيه الكفاية لإحداث تغيير في السياسة الأساسية. على سبيل المثال، انتقدت مجموعة الأزمات الدولية مجموعة دراسة العراق وشددت على مركزية التعددية في عمليات محاولة لمعالجة الوضع في العراق. من حيث بناء التعاون الإقليمي، وهو ما تعتبره حيويا بالنسبة لقرار طويل الأجل للصراع، ودعا أيضا مجموعة الأزمات الدولية «الأهداف الاستراتيجية المتغيرة» من جانب الولايات المتحدة، «في التخلي عن طموحات خاصة لإعادة تشكيل الشرق الأوسط بالقوة».